# یوری لورنتسسون
یوری لورنتسسون (روسی: Юрий Евгеньевич Лоренцсон؛ ۲ دسامبر ۱۹۳۰ – 2003 (aged 72)) ورزشکار روئینگ اهل روسیه بود.
وی در مسابقات کشوری و بین‌المللی در مجموع برندهٔ ۱ مدال طلا، ۴ مدال نقره، ۲ مدال برنز شده‌است.